# Seidlitzia
Seidlitzia là chi thực vật có hoa trong họ Amaranthaceae.